# Shijō
Cesarz Shijō (jap. 四条天皇 Shijō tennō; ur. 17 marca 1231, zm. 10 lutego 1242) – 87. cesarz Japonii, według tradycyjnego porządku dziedziczenia.
Przed wstąpieniem na tron nosił imię książę Mitsuhito (jap. 秀仁親王 Mitsuhito-shinnō). Był pierwszym synem cesarza Go-Horikawa.
Shijō panował w latach 1232–1242.
Cesarzem został w 1232 r., ale ze względu na to, że był niemowlęciem, rządy regencyjne sprawował jego ojciec Go-Horikawa. Zmarł w wieku niespełna 11 lat. Następcą tronu został jego kuzyn Go-Saga.
Mauzoleum cesarza Shijō znajduje się w Kioto. Nazywa się ono Tsukinawa no misasagi.